# Rygar
Rygar es un videojuego creado por Tecmo en 1986 y lanzado originalmente para salas de juego en Japón como Warrior of Argus (アルゴスの戦士 Arugosu no Senshi?)  . Es un juego de plataformas de desplazamiento lateral donde el jugador asume el papel de "Guerrero Legendario", luchando en un paisaje hostil. La característica principal del juego es el uso de un arma llamada "Diskarmor", un escudo con una larga cadena unida a él. 

## Trama
El juego de arcada empieza con la introducción siguiente:
4.5 miles de millones años han pasado desde entonces la creación de la tierra. Muchos dominators ha gobernado en toda su gloria, pero el tiempo era su enemigo más grande  y  derrote su reinado. Y ahora un nuevo dominator  el reinado empieza...
Información obtenida de manuales de consola revela que el ser de mal Ligar ha tomado sobre la tierra de Argool, y Rygar, un guerrero muerto quién ha revivido de su tumba, tiene que utilizar su Diskarmor para detenerlo.  En las versiones para videoconsolas el diálogo es limitado.
En la versión japonés, las referencias "Ligar" y "Rygar" es uno e igual porque las sílabas Romanas "Li" y "Ry" provenir el mismo carácter japonés. En esta versión, el héroe es sólo referido a como "El Guerrero Legendario", mientras ambos "Rygar" y "Ligar" refiere al villano principal.

## Adaptaciones
El juego se relanzó en Sharp X68000, Commodore 64, Master System (sólo en Japón, y rebautizado como Argus no Juujiken (アルゴスの十字剣?)), ZX Spectrum, Amstrad CPC y Atari Lynx. También ha sido  incluido en una recopilación de juegos llamado Tecmo Classic Arcade para Xbox.  La versión para máquinas recreativas fue relanzado en Wii Virtual Console.
La versión de Atari Lynx es similar a la versión arcade. Sin embargo, el diseño de algunos niveles es diferente y solo hay 23 niveles.

## Relanzamiento para Famicom/NES
Rygar, lanzado en Japón como Warrior of Argus: Extreme Great Charge (アルゴスの戦士 はちゃめちゃ大進撃 Arugosu no Senshi: Hachamecha Daishingeki?)  es un juego con temática de fantasía y de acción-aventura y de plataformas con elementos de acción RPG desarrollado por Advance Communication Company para la Nintendo Famicom . Fue lanzado el 14 de abril de 1987 en Japón y más tarde ese año en los Estados Unidos para la NES. Su lanzamiento a Europa fue en 1990. 

### Jugabilidad
El personaje del título va a través de una serie de niveles fantásticos con el objetivo final de derrotar al malvado Rey Ligar para restaurar la paz en el reino de Argool (Argus en la versión japonesa). Para lograr este objetivo, el Guerrero debe visitar a cinco dioses de Indora que le presentan los elementos necesarios para completar el juego. Cada uno de los dioses de Indora está ubicado en un reino diferente, y casi siempre está custodiado por un jefe . El jugador puede elegir el orden en el que se juegan algunas etapas, pero dado que se requieren ciertos elementos para llegar a nuevas áreas, las opciones son algo limitadas. Después de jugar en los cinco reinos principales del juego, debe viajar al castillo volador del Rey Ligar para la confrontación final. Si el Guerrero muere en la última vida, un fantasma lo lleva de vuelta a su tumba fuera de la pantalla. 

### Diferencias entre las versiones arcade y NES
El personaje principal, su arma y muchos de los enemigos siguen siendo los mismos, pero la jugabilidad de la versión de NES es bastante diferente. Si bien la versión arcade es un título de acción de desplazamiento lateral estándar, Rygar de NES es un juego abierto de acción y aventura como Metroid (ver Metroidvania ), que también se lanzó en ese momento. Al comienzo del juego, Rygar tiene acceso a algunos de los mundos, pero a medida que avanza el juego, se abren nuevas áreas como resultado de encontrar elementos como el gancho de agarre, la ballesta y la polea de viento, lo que le permite cruzar antes obstáculos intransitable. 
La versión de NES también era un juego de rol de acción . Fue particularmente notable por su mecánica de experiencia, que en ese momento difuminaba la línea entre los potenciadores utilizados en las aventuras de acción y los puntos de experiencia utilizados en los juegos de rol .
La versión de NES no permitía guardar partidas. La dificultad del juego, junto con los acertijos para resolver y los objetos especiales necesarios para progresar, requieren una gran cantidad de tiempo y, a diferencia de otros juegos de aventura complejos de la época, el cartucho no contenía una batería, ni tampoco una función de contraseña . Como resultado, muchos jugadores se vieron obligados a pausar el juego y dejar la NES encendida durante la noche (para reanudar al día siguiente), a veces durante días o incluso semanas, antes de obtener finalmente los elementos necesarios y el poder para terminar el juego. Si la NES se apaga accidentalmente, se desenchufa o si funciona mal, todos los datos del juego se perderán y el jugador se verá obligado a comenzar de nuevo desde el principio. 

### Error en la versión PAL
Según los informes, la versión PAL del juego NES contenía un error de la computadora que sin darse cuenta aumentó (sustancialmente) la dificultad en las partes finales del juego, particularmente al vencer al jefe final. La versión PAL limitó el tono y las últimas estadísticas del jugador a 1023 puntos en lugar de 4095, lo que significaba que había menos vida máxima y notablemente menos daño a los enemigos. 

## Recepción
```
Rygar
 ha recibido críticas positivas. El editor de Allgame, Michael W. Dean, dijo acerca de la versión de NES que "el juego presenta un excelente control y ritmo, la libertad de un diseño de nivel no lineal, buenos gráficos, una fabulosa banda sonora y una de las armas más geniales que cualquier héroe de videojuegos haya usado jamás ".
[
4
]
```

### Atari Lynx
STart dijo de la versión Lynx que el juego es simple, solo se recomendaba a los "entusiastas de los saltos y disparos".  La revista CVG revisó la versión de Lynx en su edición de marzo de 1991 llamando al juego "aburrido" y solo dio 46 de cada 100.  Julian Boardman de la revista Raze revisó el juego en su edición de abril de 1991 y le gustó "algunos fondos excelentes", la "gran variedad de monstruos horripilantes" con "suficiente profundidad para la mayoría de los jugadores". También señaló que el juego carecía de una cierta cantidad de desafío, dando una puntuación final del 81%.
La revisión de Robert A. Jung se publicó en IGN, en su veredicto final que escribió; "Rygar para la Lynx es un juego" típico ", ni extremadamente sobresaliente ni realmente decepcionante. Si bien los fanáticos del juego de arcade encontrarán ligeras diferencias, es lo suficientemente cercano como para ser familiar (especialmente porque la única otra adaptación fue un juego muy diferente para Nintendo). Aunque solo hay 23 niveles, la falta de un nivel descartado y el juego continúa significa que esta es una competencia de resistencia de dificultad promedio que tomará algún tiempo en terminar ". Dando un puntaje final de 7 sobre 10.

## Remake
En 2002, Tecmo lanzó una nueva versión titulada Rygar: The Legendary Adventure para PlayStation 2 . Presenta una transición a gráficos en 3-D y partes del entorno son destructibles. Fue lanzado entre críticas generalmente positivas. El 11 de mayo de 2007, se anunció una adaptación para Wii en el evento "Nite Out 07" de Tecmo, finalmente lanzado el 28 de enero de 2009 en América del Norte.